# Tatra 138
Der LKW Tatra 138 entstand im Jahre 1959 und wurde ab 1961 bei Tatra in Kopřivnice in Serie gebaut. Prototypen existierten bereits 1957. Er wurde aus dem kleineren Tatra 137 entwickelt.
Durch den Tatra 138 wurde das bisherige Modell Tatra 111 abgelöst. Das „Tatra-Konzept“ mit luftgekühltem Dieselmotor, Zentralrohrrahmen, Allradantrieb und Pendelachsen wurde beibehalten. Vom Tatra 137 wurden die runde Motorhaube und das abgerundete Fahrerhaus sowie der neuentwickelte Motor T 928, ein V8-Diesel mit 11.762 cm3 und 180 PS (132,4 kW) übernommen. Der Motor war schwingelastisch aufgehängt und mit dem Getriebe über eine Kardanwelle verbunden. Ebenfalls vom Tatra 137 übernommen wurde die Drehstabfederung an der Vorderachse. An der Hinterachse wurden dagegen Halbelliptik-Blattfedern verwendet.
Bis 1972 wurden vom Tatra 138 insgesamt 48.222 Exemplare in unterschiedlichen Ausführungen produziert. Sein Nachfolger war der Tatra 148. Abgesehen von der zweiachsigen Sattelzugmaschine Tatra 138 NT 4×4 fertigte man den 138er ausschließlich als Dreiachser 6×6. Er wurde in ca. 40 Länder exportiert. Eine typische Ausführung des 138ers war der Dreiseitenkipper Tatra 138 S3 bzw. die Variante mit erhöhter Nutzlast, Tatra 138 S3M.

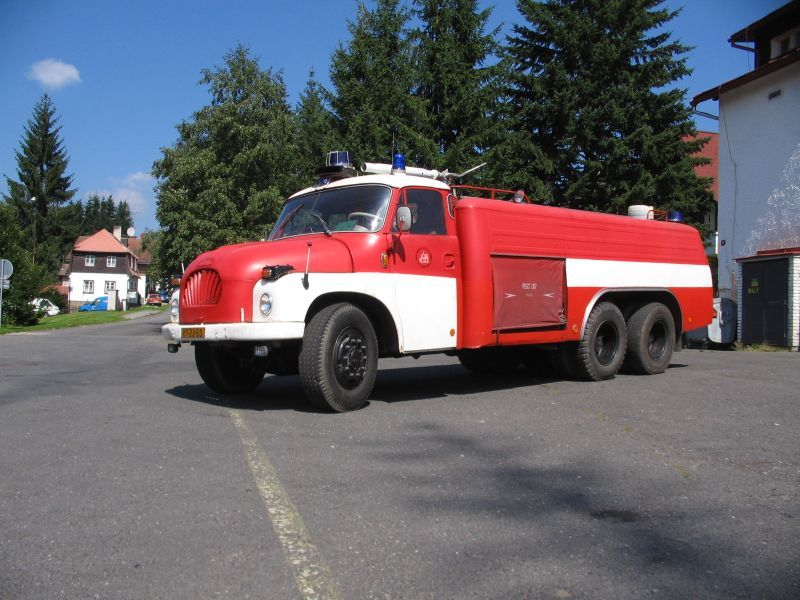
Tatra 138 mit Feuerwehraufbau von Karosa